# Примож Роглич
Примож Роглич (Трбовље, 29. октобар 1989) словеначки је професионални бициклиста од 2013. године и бивши ски скакач, који тренутно вози за UCI ворлд тур тим Ред бул—Бора—ханзгро. Четири пута је освојио Вуелта а Еспању, гдје је два пута освојио и класификацију по поенима. Једном је освојио Ђиро д’Италију, коју је једном завршио и на трећем мјесту, док је једном завршио Тур де Франс на другом мјесту. По два пута је освојио Тур де Романди, Тирено—Адријатико, Критеријум ди Дофине и Вуелта а Каталуњу, док је по једном освојио Вуелта ал Паис Баско, Париз—Ницу, Лијеж—Бастоњ—Лијеж и Вуелта а Бургос, као и златну медаљу на Олимпијским играма у вожњи на хронометар. Освојио је два пута  свјетски ренкинг, а добио је и награду Вело д’Ор, за бициклисту године.
Каријеру је почео као скијашки скакач, након чега је почео професионалну каријеру као бициклиста 2013. у тиму Адриа мобајл. Године 2014. освојио је трку Словенија—Хрватска, док је 2015. освојио трке Тур оф Словенија и Тур д’Азербејџан. Године 2016. прешао је у тим ЛотоНЛ–јамбо. Освојио је првенство Словеније у вожњи на хронометар, након чега је возио прву гранд тур трку — Ђиро д’Италију, гдје је остварио једну етапну побједу. Године 2017. освојио је Волта ао Алгарве, након чега је возио Тур де Франс и остварио једну етапну побједу (прва етапна победа Словенаца). У финишу сезоне освојио је сребрну медаљу на Свјетском првенству у вожњи на хронометар. Године 2018. освојио је Вуелта ал Паис Баско, Тур де Романди и Тур оф Словенија, док је Тур де Франс завршио на четвртом мјесту, уз једну етапну побједу.
Године 2019. освојио је УАЕ Тур, Тирено—Адријатико и Тур де Романди, након чега је Ђиро д’Италију завршио на трећем мјесту, уз двије етапне побједе, док је на шест етапа носио лидерску мајицу. У финишу сезоне, освојио је Вуелта а Еспању, уз једну етапну побједу и освојену класификацију по поенима. Године 2020. освојио је првенство Словеније у друмској вожњи, док је вожњу на хронометар завршио на другом мјесту. Сезона је била прекинута од марта до августа због пандемије ковида 19; након наставка сезоне, освојио је Тур де л’Ен, док је Тур де Франс завршио на другом мјесту, уз једну етапну побједу. Био је лидер Тура од девете етапе до хронометра на претпоследњој, етапи 20, на којем је имао предност од 56 секунди испред Тадеја Погачара, али је изгубио скоро два минута и завршио је Тур 59 секунди иза Погачара. У финишу сезоне, освојио је први монументални класик — Лијеж—Бастоњ—Лијеж, након чега је освојио Вуелта а Еспању другу годину заредом, уз четири етапне побједе и освојену класификацију по поенима. Захваљујући добрим резултатима, освојио је UCI свјетски ренкинг другу годину заредом, а добио је и награду Вело д’Ор, за бициклисту године 2020.
Године 2021. освојио је Вуелта ал Паис Баско трку, док је Флеш Валон завршио на другом мјесту. На Париз—Ници је остварио три етапне побједе и био је лидер до последње етапе, када је изгубио доста времена због падова. Био је лидер тима на Тур де Франсу, гдје је, због више падова, изгубио доста времена и напустио је трку. Опоравио се на вријеме за Олимпијске игре и освојио је златну медаљу у вожњи на хронометар, након чега је освојио Вуелта а Еспању по трећи пут заредом, уз четири етапне побједе и четири друга мјеста. Године 2022. освојио је Париз—Ницу и Критеријум ди Дофине, након чега је био лидер тима на Тур де Франсу заједно са Јонасом Вингегором. Због падова изгубио је доста времена у напустио је трку послије етапе 14. Опоравио се на вријеме за Вуелта а Еспању, гдје је био на другом мјесту до етапе 16, након чега је морао да напусти трку због пада. Године 2023. освојио је Тирено—Адријатико уз три етапне побједе и Вуелта а Каталуњу уз двије етапне побједе и три друга мјеста. У мају, освојио је Ђиро д’Италију, 14 секунди испред Герента Томаса, након што је на брдском хронометру на претпоследњој етапи надокнадио заостатак од 26 секунди. Вуелта а Еспању је завршио на трећем мјесту, а у октобру је потписао уговор са тимом Бора—ханзгро. Године 2024. освојио је Критеријум ди Дофине и Вуелта а Еспању по четврти пут.

## Као скијашки скакач
Роглич се на почетку бавио скоковима, од 2003 до 2011. године. 2007.  постао је и омладински шампион света. Његов лични рекорд је 183 метра на скакалишту у Оберстдорфу, Немачка  2011. године. На домаћем скакалишту претрпео је падац (2007)  на скакалишту братов Горишек у Планици, Словенија.

## Бициклистичка каријера
Први наступ на Ђиру Д'Италија је имао 2016,, где је изненадио са другим местом у стартном хронометру у Апелдорну, где је био једну стотинку секунде спорији од победника Том Думулена. Победио је 9. етапу, хронометар дуг 40,5 km у граду Цхианти. У 2016. години освојио је 10. место у трци на Олимпијским играма у Рио де Жанеиру. У јуну 2017. године именован је на стартној листи за трку Тур де Франс. Успешан је био у 15. етапи где је дошао као четврти на циљ, прије тога је био и други по броју поена у брдској класификацији. Прву етапну победу остварио је на краљевској, брдској, етапи 19. јула 2017, где је главни прелаз био Кол де Галибије.

### 2018
У марту 2018. победио је на трећој етапи на трци Тирено—Адријатико, која је имала циљ на успону Трева. 5. априла победио је на хронометру на четвртој етапи на трци Вуелта ал Паис Баско и у укупном поретку стигао је на 1. место које је задржао до краја па је победио Тур по Баскији 2018. 24. априла освојио је треће место на првој етапи Тура по Романдији (фр. Tour de Romandie). У априлу освојио је другу етапну трку 2018. године - Тур по Романдији, која се вози по швајцарској Романдији. У јуну победио је 4. (брдску) и 5. (хронометар) етапу трке Тур оф Словенија па је тако и у генералном пласману остао на првом месту и освојио Тур оф Словенија 2018. У септембру освојио је треће место на Туру по Британији, где је са тимом освојио је 5. етапу (тимски хронометар), тиме је био водећи у генералном пласману за један дан, прво место је изгубио у 6. (брдској) етапи. Са тимом Лото Џамбо је био и првопласирани тим на Трци по Британији.
Светско првенство у Инзбруку
Велике наде полагао је на светском првенству у Инзбруку. Роглич је био главни кандидат у словеначкој репрезентацији, коју су чинили Примож Роглич (ЛотоНЛ–Јамбо), Матеј Мохорич (Бахреин—Мерида), Јан Поланц (УАЕ Емирати), Јан Тратник (ЦЦЦ Спранди Полковице), Симон Шпилак (Катјуша-Алпесин), Лука Пиберник (Бахреин—Мерида), Домен Новак (Бахреин—Мерида) и Грега Боле (Бахреин—Мерида); свега чак 8 чланова екипе. Јака екипа Словеније са Рогличем је била и фаворит за освајање медаље, поготово јер је горски профил пруге био писан Рогличу. Наду за медаљу спречио је пад Роглича 60 км испред циља (Роглич је пао у кривини на месту "бифеја" са натовареном кесом), након чега су велики допринос да га доведу назад до главне групе дали Симон Шпилак и Јан Поланц, упркос томе за већи успех на завршетку нестало је енергије баш због ловљења главне групе. Роглич је завршио на 34. месту. Разочарање је било велико, код публике и самих бициклиста.

### 2019
Тирено-Адријатико
Прва етапа је била тимски хронометар, где је победила екипа Мичелтон—Скота у којој је возио и Адам Јејтс. са ким је Роглич водио битку око генералне победе. У првој етапи Рогличев тим је заостао за седам секунди. У четвртој етапи у циљном спринту заузео је друго место (победио је Сергеј Луценко - Астана) и добио 2 бонификацијске секунде према Јејтсу, који је завршио као трећи. Ситуација је била обрнута у петој етапи која се завршила успоном на Реканати. Јејтс је узео друго место а Роглич треће и у генералном пласману заузео је друго место, иза Адама Јејтса, са заостатком 25 секунди. У посљедњој седмој етапи, индивидуални хронометар у Сан Бенедето дел Тронто Роглич је заузео једанајсто место и у генералном пласману завршио трку као први, Адам Јејтс је заузео 48. место а разлика је била само 0,6 секунде у корист Роглича.

### 2020
2019. године већ је било познато да ће Роглич, трећи са 2019 Ђиро д’Италије и победник 2019 Вуелте а Еспања, са његовим тимом Џамбо-Висма бити главни конкурент за освајање Тур де Франса, поред Егана Бернала из британске екипе Инеос. 2020. екипу је ојачао Том Димулен, који је прешао из екипе Санвеб. Поред тога у екипи су већ били Вот ван Аерт, Сеп Кус, Роберт Гесинк, Стивен Кројсвајк и Тони Мартин - екипа, која је била планирана за Тур де Франс.
Државно првенство Словеније - ривалство са Погачарем
Због припрема није наступио на почетку сезоне (Трка по Емиратима) и због пандемије вируса Корона прва трка је била државно првенство, тек у јуну (то је била и прва трка после пандемије под покровитељством Свјетске бициклистичке уније). Због великог ривалства са Тадејом Погачарем Државно првенство Словеније је било добро праћено и из иностранства. На друмској трци, која се завршила са успоном на Амброж под Крвавцуем (1.078 метара н.в.), Роглич је лако победио Погачара са разликом од 10 секунди. Седмицу касније изгубио је у реваншу на Државном првенству у (горском) хронометру, на Покљуки. Примож Роглич је за горски хронометар користио једино бицикл за хронометар, док је Тадеј Погачар раван део на почетку возио са бициклом за хронометар а на успону на Покљуку мењао са цестовним бициклом и на циљу завршио 8.5 секунди испред Роглича.
Прва трка са клубом била је Критеријум ди Дофине. Џамбо—Визма је у саставу Промож Роглич, Сеп Кус, Воут ван Аерт, Роберт Гесинк, Стивен Кројзвик, Тони Мартин и Том Димулен узела 3 етапне победе и имала првопласираног Роглича, све до последње етапе, када је Роглич одустао од наступа због болова - последице пада у 3. етапи. Сама трка је показала да је Џамбо-Визма доста боље припремљена од Берналовог Инеоса а сам Роглич у бољој кондицији него Еган Бернал, који је такође напустио трку пред крај, због бола у леђима. Ипак обојица су се спремала за Тур де Франс.
Тур де Франс
Џамбо—Визма је на Тур ушла у саставу Примож Роглич, Том Димулен, Воут ван Аерт, Роберт Гесинк, Сеп Кус, Тони Мартин, Џорџ Бенет и Амунд Јенсен (који је заменио повређеног Стива Кројсвајка). Највећи фаворити било су Роглич и Бернал, док су остали конкуренти били: Тадеј Погачар, Микел Ланда, Тибо Пино, Том Димулен, Наиро Кинтана, Ромен Барде, Гијом Мартен и Мигел Анхел Лопез. У почетним етапама екипа је била врло суверена и диктирала темпо на брдима до степена где су остали фаворити остали бес иједног од екипе осим тима Џамбо-Визма. Прва победа је дошла у четвртој етапи, који је завршио на 1825 м високом брду Орсијер-Марлет. Другопласирани у тој етапи је био Тадеј Погачар и тако потврдио да ће бити један од главних кандидата и наставак ривалства Роглич-Погачар. Након тога 5. и 7. етапу такође је добила његова екипа са победама Ваута ван Арта. Роглич је први пут обукао жуту мајицу водећег у 9. етапи, где га је на финишу престигао Тадеј Погачар из екипе УАЕ Емирати. Хектична 9. етапа је у водећој групи имала поред пара Роглич-Погачар још Бернала и Ланду, једини који су издржали темпо у последњем брду пред финиш. Следећи напад дуета Погачар-Роглич је био у 13. (брдској) етапи, напад је почео Погачар а једини који је могао да следи и води темпо је био Роглич. У тој етапи Еган Бернал је заостао 38 секунди, па је друго место у генералном пласману и белу мајицу преузео Погачар. Поред Бернала заостали су и други конкуренти за генералну победу а неки и одустали од трке.
Понован дуел Роглич-Погачар, трећи на овом Туру, десио се на 15. етапи, са успоном на Коломбјер. Етапу је у самом финишу добио Погачар, док је Роглич заузео друго место. Са тиме је Погачар добио 4 секунде бонуса и за првопласираним Рогличем заостаје 40 секунди. Остала каравана на циљ је улазила селективно, са заостатком од 5 секунди даље. 15. етапа је била кобна и за Егана Бернала, који је због здравствених разлога заостао за добрих 7 минута и више није био претња за генерални пласман.
У словеначко ривалство у 17. (краљевској) етапи умешао се је Михуел Ангел Лопез (Астана), који је победио другопласираног Роглича за 15 секунди, док је трећи дошао Погачар са 30 секунди разлике. Након одступања Бернала стање са енглеским Инеосом је било лоше па је све остало на Ричарду Карапазу, који је прво био планиран за наступ на Ђиро ди Италија. Карапаз је водио нападе у брдској 15., 16. и 17. етапи и тек је у 17. етапи успео са Пољаком Михалом Квијатковским да донесе екипи (која је прошлих година владала на Туру) етапну победу. У тој етапи од Погачара преузео је тачкасту мајицу за најбољег брдаша.
20. етапа: хронометар на Беле Филе - етапа која је ушла у историју бициклизма
Епилог Тура 2020 био је брдски хронометар последњи дан пред улазак у Париз. То је била и последња етапа (пред ревијалну у Паризу) где је било могуће добити или изгубити позицију. Роглич је имао 57 секунди предности пред Погачарем, нешто што је било на први поглед довољно да се жута мајица одбрани. Ипак 20. етапа је ушла у историју. Роглич је већ са почетка, на равном делу, губио време према Тадеју Погачару. Лоша вожња на равном постала је још лошија са успоном на Беле Филе. Погачар не само да је престигао Роглича, него и узео Рогличу жуту мајицу, такође је Ричарду Карапазу узео и полка дот мајицу и победио етапу испред Тома Димулена. Етапа је ушла у историју уз Тур де Франс из 1989, када је шокантно поражен Француз Лоран Фињон, којег је такође на хронометру дан прије престигао американац Грег Лемонд за само 8 секунди. Роглич је тако Тур завршио као другопласирани, 59 секунди иза Тадеја Погачара. Велико ривалство Погачар-Роглич била је и главна тема Тур де Франса 2020.
Светско првенство и прва победа на класику
После Тура наступио је на светском првенству (друмска трка), где је завршио као шести. Пар дана касније наступио је на својој првој монументалном класику, настаријој трци Лијеж—Бастоњ—Лијеж, где је у самом спринту победио светског првака Жилијена Алафилипа, који је са рукама већ почео да слави победу пред сам финиш.
Вуелта а Еспања
Због пандемије коронавируса део етапа Ђиро ди Италија и Вуелта а Еспања дешавају се у истом термину (октобар-новембар). Вуелта је скраћена са оригиналних 21 на 18 етапа а сама пруга већ на почетку иде у брда. Прву етапу у финишу добио је Роглич испред Ричарда Карапаза. 20. октобар је био и дан када је Словенија славила две победе на два различита Гранд тура; Јан Тратник је победио 16. етапу на Ђиро д'Италија поред Рогличеве победе на првој етапи Вуелте. То је био четврти примјер дупле победе на два различита Тура у истом дану у историји: две италијанске победе (30. мај 1936 Ђузепе Олмо-Антонијо Бертола, 30. мај 1947 Џиордано Котур-Бруно Бертолучи) и једна белгијанска победа (10. мај 1978). Црвену мајицу водећег је носио до шесте етапе, када је (у кишовитој брдски етапи) изгубио време према Ричарду Карапазу због проблема са анораком. У тој етапи изгубио је 43 секунди према Карапазу и у генералном пласману имао је заостатак 30 секунди. Да је заостатак био несретни случај показао је са победом у брдској 8. етапи а мајицу водећег је преузео са победом у 10. етапи, са техничким спринтом. Мајицу водећег је поново изгубио према Ричарду Карапазу у 12. етапи, где су на стрмом успону на Англиру (стрмина до 24%) били бољи Хјуђ Карти (26 секунди) и тројица Александар Власов, Енрик Мас и Ричард Карапаз (16 секунди). Карапаз је преузео мајицу са 10 секунди према Рогличу у генералном пласману али је мајицу повратио на брдском хронометру у 13. етапи. Роглич је хронометар победио за 1 секунду испред Американаца Вилоа Барта, 25 секунди испред Хјуа Картија и 49 секунди испред Карапаза, са тиме ушао је са 45 секунди према крају Вуелте. У последњој брдској етапи Карапаз је покушао са последњим нападом испред церемонијалне етапе у Мадриду. У тој етапи са успоном на Коватилу надокнадио је  21 секунду испред Роглича и у генералном заостао за 24 секунде. Са тиме Примож Роглич је по други пут освојио Вуелту и одбранио победу из 2019.

### 2021
Планови за ову годину су Париз-Ница, Вуелта ал Паис Баско, белгијске класике (Амстел Голд, Флеш Валон, Лијеж—Бастоњ—Лијеж), Критериј по Дофинеји, Тур де Франс и Олимпијске игре у Токију. Крајем године продужио је уговор са Џамбом до 2025.

#### Париз-Ница
Те године клуб је променио спонзора бицикала, са италијанског Бјанкија прешли су на канадски Червело (Cervélo), чија бицикла користе диск кочнице. Прва трка за Роглича је Париз-Ница, где је у трећој етапи (индивидуални хронометар) освојио треће место и заостао за 6 секунди у генералном пласману. Победио је четврту етапу, која је имала горски циљ. Из групе је почео соло финиш замало 3 километара испред циља, што је код Роглича необичајно. Са тиме је постао први у генералном пласману. Исти дан (10. март), само неколико минута касније, је и његов тимски колега Вот ван Аерт победио прву етапу на Тирено—Адријатико. 12. марта је са кратким горским финишом победио је и шесту етапу, која се је завршила у француском граду Био у Приморским Алпама. На сличан начин победио је и седму етапу, овај пут одвојио се из групе пред сам крај и 20 метара пред циљем ухватио водећег швајцарца Ђина Медера (екипа Бахраин Викторијус). 13. март је такође ушао и историју словеначког бициклизма, сат касније од Рогличеве етапне побједе на другој трци Тирено - Адријатико Тадеј Погачар победио је краљевску етапу и преузео водство у генералном пласману. Последња етапа требала је бити само формалност за победу али је Роглич доживео Голготу са дуплим падом. Након првог пада Роглич је Пелотон ухватио са помочу својег тима и тиме што је Пелотон знао о паду и успорио. Други и тежи пад доживео је 30 км пред циљем, где је морао и да мења бицикл. Овај пут Пелотон (поготово Бора-хансгрохе и Астана) је убрзао темпо а Ролгич је бес својег тима, који се је потрошио на првом ловљењу Пелотона, остао више-мање сам. У једном моменту Рогличу је фалило мање од 30 метара да ухвати главнину, али није успео. До краја је заостао добра два минута и остао без генералне победе. Неки су приписивали то и лошој карми, због поступака на седмој етапи ("преузимање" победе Медеру 20 м пред циљем). Победу је однео Максимиљан Сахман (Бора-хансгрохе) а Роглич је са првог места пао на 15. место. Упркос томе однео је зелену мајицу за класификацију по поенима.

#### Вуелта ал Паис Баско
Три недеље након несречног пада на Париз-Нице, Роглич је са победом почео етапну трку у Шпанији. Освојио је прву етапу - индивидуални хронометар (ITT) у Билбау. Након Тур де Франса 2020 ово је и прва трка где су на старту заједно Роглич и Тадеј Погачар. Поред њих и остали претенденти за Тур де Франс 2021 из екипе Инеос Гренадир: Адам Јејтс и Ричард Карапаз. Одмерање снага на том хронометру је било добар показатељ за Тур де Франс, који ће имати два индивидуална хронометра (27 km и 31 km). На хронометру у Билбау (13.9 km) Погачар и Адам Јејтс су заостали за 28 секунди а Ричард Карапаз 45 секунди. Словеначки дуо показао је своју надмоћност у трећој етапи, која је у финишу на брду Ермуалде имала наклон 20%. У елитној групи брдаша (поред Роглича и Погачара били су још Алехандро Валверде, Давид Гауду, Микел Ланда, Адам Јејтс) дуо је приказао неколико напада којих остали нису могли да следе. Више активности је показао Тадеј Погачар, док је у последњи напад ишао Роглич али га је пред последњу кривину престигао Тадеј Погачар и узео етапну победу испред Роглича, и додатних 4 секунде бонификације и са тиме смањио на 20 секунди у генералном пласману. У Рогличевој екипи Џамбо-Визма решили су да у четвртој етапи нече бранити жуту мајицу водећег па је на крају етапе мајицу преузео Брендон Макналти (УАЕ Емирати) 24 секунде испред Роглича. То је значило да након равне пете етапе (резервисана за спринтере) остаје само "краљевска" шеста етапа где ће се фаворити борити за коначну победу. Јавност је била подељена коме је тактика боља; УАЕ Емиратима са Погачаром и Макналтијем или Џамбо-Визми са Рогличем. Погачар је требао да брани време Макналтија, али је било упитно дали може Брендон Макналти да држи Рогличев темпо у брдо, док је Тадеј Погачар имао 20 секунди заостатка и могао је да се такође бори за прво место. Разплет на краљевској етапи у Баскији почели су сами Баски из тима Астана, који су најбоље познали трасу. Јону Изагиреју и Омар Фрејлу (Астана) у безглавом спусту, 67 км испред циља, могли су да следе једино Алехандро Валверде (Мовистар), Давид Гауду (Групама-ФДЈ), Микел Ланда (Бахраин), Хуџ Карти (ЕФ) и Примож Роглич. Погачар, који је чувао Макналтија, пробао је да ухвати групу али је у лову био усамљен, јер ниједан други бициклист није држао јаку смену. На следечем брду Тадеј Погачар добио је зелено светло да остави Макналтија и сам крене да лови Рогличеву групу. До краја се ситуација није сменила. Роглич је препустио етапну победу Давиду Гаудују (Групама-ФДЈ) а сам победио у генералном пласману. Тактично је то била велика победа екипе Џамбо-Визма изнад екипе УАЕ Емирати; узели су им жуту мајицу (Брендон Макналти), мајицу младог (Брендом Макналти) и полка-дот мајицу (Тадеј Погачар), које су си поделили Роглич и његов тимски колега Јона Вингегард.

#### Северне класике
На северним класикама наступио је на Флеш Валон. У свом крстном наступу на том класику заузео је друго место, иза Жилијена Алафилипа. На Лијеж—Бастоњ—Лијеж заузео је 13. место а победу је однео Тадеј Погачар, који је у финишу победио Жилијана Алафилипа.

#### Тур де Франс
Роглич је за Тур имао веома дуге припреме и од краја северних класика. Без наступа је био у мају и јуну све до почетка Тура 26. јуна. Висинске припреме је имао са екипом у шпанској Сијера Невади и француском Тињеу. Прескочио је и државно првенство Словеније у хронометру и цестовној трци, где би требао бранити други и прво место из 2020.
Сам почетак Тура показао је да ће главни фаворити бити управо Роглич и Погачар, све до несретног пада у трећој етапи. Након прегледа у болници наставио је са трком али је било јасно да је Тур изгубљен. Одустао је у 9. етапи. Након одступања усмерио се на Олимпијске игре у Токију, где ће наступати на хронометру и друмској трци.

#### Олимпијске игре
Роглич је, заједно са Тадејом Погачаром, заступао Словенију на цестовној трци и касније на хронометру. На цестовној трци је заузео 28. место, док је неколико дана касније освојио златну медаљу на 44,2 километара дугом хронометру. То је било и прво злато за Словенију у бициклизму. Другопласирани (Том Димулен) је заостао чак 1:01 иза Роглича.

### 2022
Роглич је средином јануара обелоданио план за 2022 сезону коју почиње на трци Париз—Ница (6.-13. март), Милано—Санремо (19. март), Вуелта ал Паис Баско (4.-9. април), Флеш Валон (20. април), Лијеж—Бастоњ—Лијеж (24. април), Тур де Франс (1.-27. јул) и Вуелта а Еспања (19.8.-11.9.).

#### Париз-Ница
Прва етапна победа у 2022. је била 7. етапа на Париз-Ница, где је још повечао разлику у генералном пласману и остао не првом месту све од пете етапе даље, где је заостао колега из Џамбо-Визма тима, Вот ван Аерта.  Час након Рогличеве етапне победе на Париз-Ница на трци Тирено-Адријатико етапу је победио његов ривал Тадеј Погачар, што је била нова дупла победа за словеначки професионални бициклизам. Дан касније Роглич је освојио трку Париз-Ница у драматичном финалу, другопласирани Сајмона Јејтса (БајкЕксченџ–Ђејко) је и посљедној етапи водио бој за прво место у генералном пласману али је успео једино са етапном победом, у генералном пласману Роглич је победио са 29 секунди испред Јејтса.  Исти дан је суверену победу однео и Тадеј Погачар на трци Тирено—Адријатико (другу за редом).
На трци Милано—Санремо био је у улоги помочника клубском колеги Воту ван Аерту, који је био један од фаворита. Роглич ипак није био у доброј форми и испао из главне групе фаворита, док је победу однео Матеј Мохорич (Бахрајн Викториус) након опасног спуста са брда Пођо.

#### Вуелта ал Паис Баско
Роглич је веч на првој етапи (индивидуални хронометар) однео прву победу, 5 секунди испред другопласираног Ремка Евенпола (Квикстеп алфа винил). Водече место држао је до пете етапе, коју је завршио 1:15 иза групе Ремка Евенпола, који је преузео прву позицију. У шестој етапи заостао је за добре две мините и заузео коначно осмо место, док је генералну победу однео колумбијац Данијел Филипе Мартинез (Инеос Гренадирс).
Због повреде коју је добио на Вуелти ал Паис Баско прескочио је Флеш Валон и Лијеж—Бастоњ—Лијеж.

## Приватан живот
Роглич живи са дугогодишњом партнерицом Лором Клинц, са којом је у јуну 2019 добио и сина Лава (словен. Lev). Лора са сином често прати Роглича на тркама у Адријином кампер-каравану, којег је донирала твртка Адриа, спонзор бициклистичког тима Адриа Мобил из Новог места, у коме је Роглич возио на полетку кариере. Лора Клинц је са Приможем 2020 у самоиздању написала књигу „Километар 0”, која се наноси на Вуелту 2019 и приватан поглед на живот бициклизма. Са породицом живе између домаћих Страховља (Загорје на Сави) и Монака. Са Лором се оженио у октобру 2021. Другог сина, Алекса, добио је 2023.

## Резултати

### Гранд тур трке
| Гранд тур трке  | 2016. | 2017. | 2018. | 2019. | 2020. | 2021. | 2022. |
| --------------- | ----- | ----- | ----- | ----- | ----- | ----- | ----- |
| Ђиро д’Италија  | 58    | —     | —     | 3     | —     | —     | —     |
| Тур де Франс    | —     | 38    | 4     | —     | 2     | DNF   | DNF   |
| Вуелта а Еспања | —     | —     | —     | 1     | 1     | 1     | DNF   |

### Резултати на главним етапним тркама
| Етапне трке          | 2016. | 2017. | 2018. | 2019. | 2020. | 2021. | 2022. | 2023. |
| -------------------- | ----- | ----- | ----- | ----- | ----- | ----- | ----- | ----- |
| Париз—Ница           | —     | —     | —     | —     | —     | 15    | 1     | —     |
| Тирено—Адријатико    | 52    | 4     | 29    | 1     | —     | —     | —     | 1     |
| Вуелта а Каталуња    | 44    | —     | —     | —     | NH    | —     | —     |       |
| Вуелта ал Паис Баско | —     | 5     | 1     | —     | NH    | 1     | 8     |       |
| Тур де Романди       | —     | 3     | 1     | 1     | NH    | —     | —     |       |
| Критеријум ди Дофине | —     | —     | —     | —     | DNF   | —     | 1     |       |
| Тур де Свис          | —     | —     | —     | —     | NH    | —     | —     |       |

### Монументални класици
| Монументални класици | 2017. | 2018. | 2019. | 2020. | 2021. | 2022. |
| -------------------- | ----- | ----- | ----- | ----- | ----- | ----- |
| Милано—Санремо       | 67    | —     | —     | —     | —     | 17    |
| Ронде ван Фландерен  | —     | —     | —     | —     | —     | —     |
| Париз—Рубе           | —     | —     | —     | NH    | —     | —     |
| Лијеж—Бастоњ—Лијеж   | —     | —     | —     | 1     | 13    | —     |
| Ђиро ди Ломбардија   | 40    | 17    | 7     | —     | 4     |       |
|                      |       |       |       |       |       |       |

### Олимпијске игре, Светско првенство, Државно првенство
| Такмичење         | Такмичење    | 2013 | 2014 | 2015 | 2016 | 2017 | 2018 | 2019 | 2020 |
| ----------------- | ------------ | ---- | ---- | ---- | ---- | ---- | ---- | ---- | ---- |
| Олимпијске игре   | Друмска трка | NH   | NH   | NH   | 26   | NH   | NH   | NH   | NH   |
| Олимпијске игре   | Хронометар   | NH   | NH   | NH   | 10   | NH   | NH   | NH   | NH   |
| Светско првенство | Друмска трка | —    | —    | —    | —    | 121  | 34   | DNF  | 6    |
| Светско првенство | Хронометар   | —    | —    | —    | 24   | 2    | —    | 12   | —    |
| Државно првенство | Друмска трка | 10   | 4    | 7    | 5    | 5    | —    | 4    | 1    |
| Државно првенство | Хронометар   | —    | —    | —    | 1    | —    | —    | —    | 2    |

| —   | Није учествовао |
| DNF | Није завршио    |
| DSQ | Дисквалификован |
| NH  | Није одржано    |

### Награде
- Бициклиста године у Словенији:  2016, 2017, 2018, 2019, 2020 (подељено са Тадејом Погачаром)[55]
- Спортиста године у Словенији: 2019, 2020
- Вело д*Ор 2020